# .td
.td és el domini de primer nivell territorial (ccTLD) del Txad